# Campo del Moro

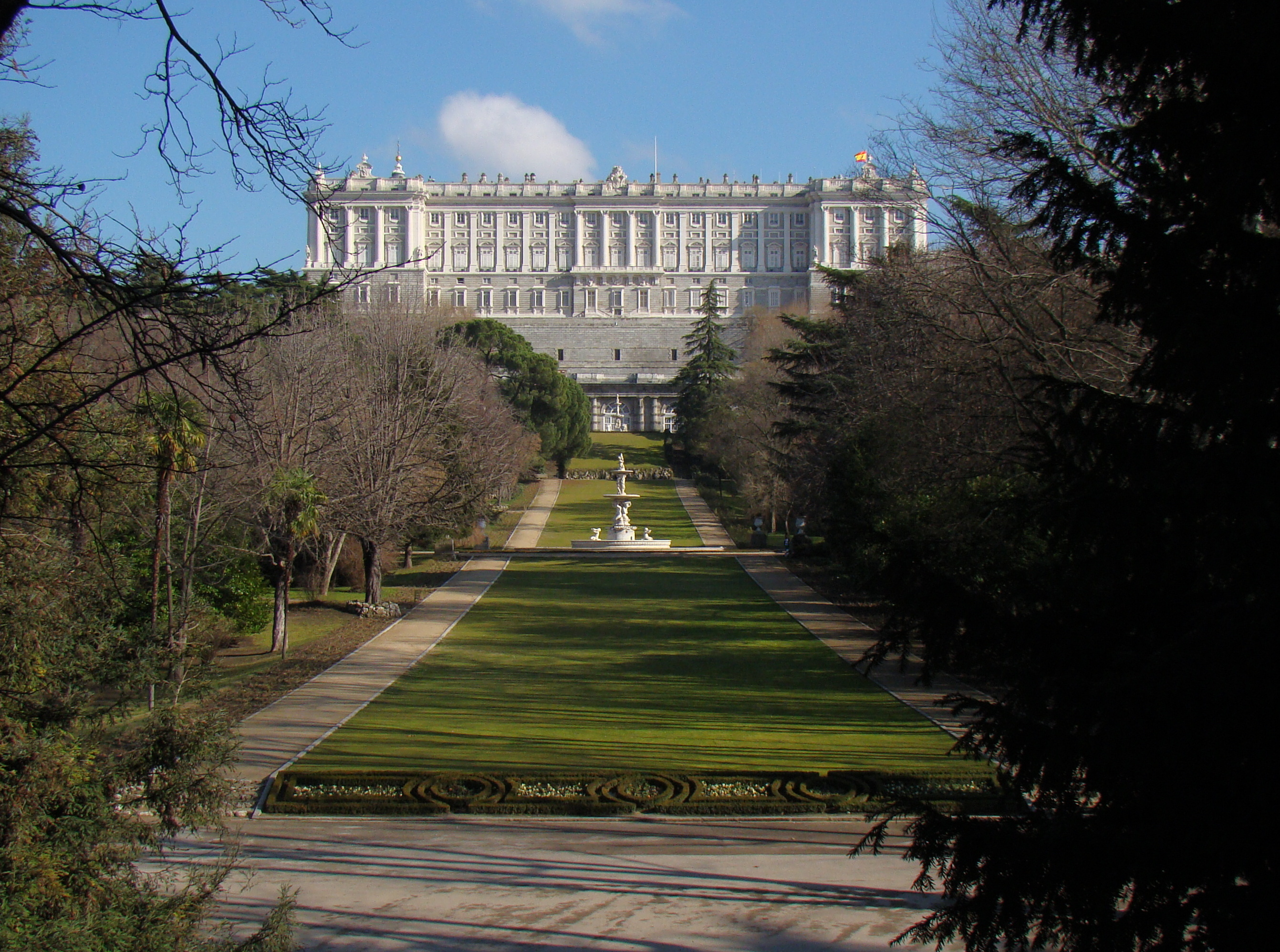
Widok na Campo del Moro z zachodniej strony, w tle Pałac Królewski

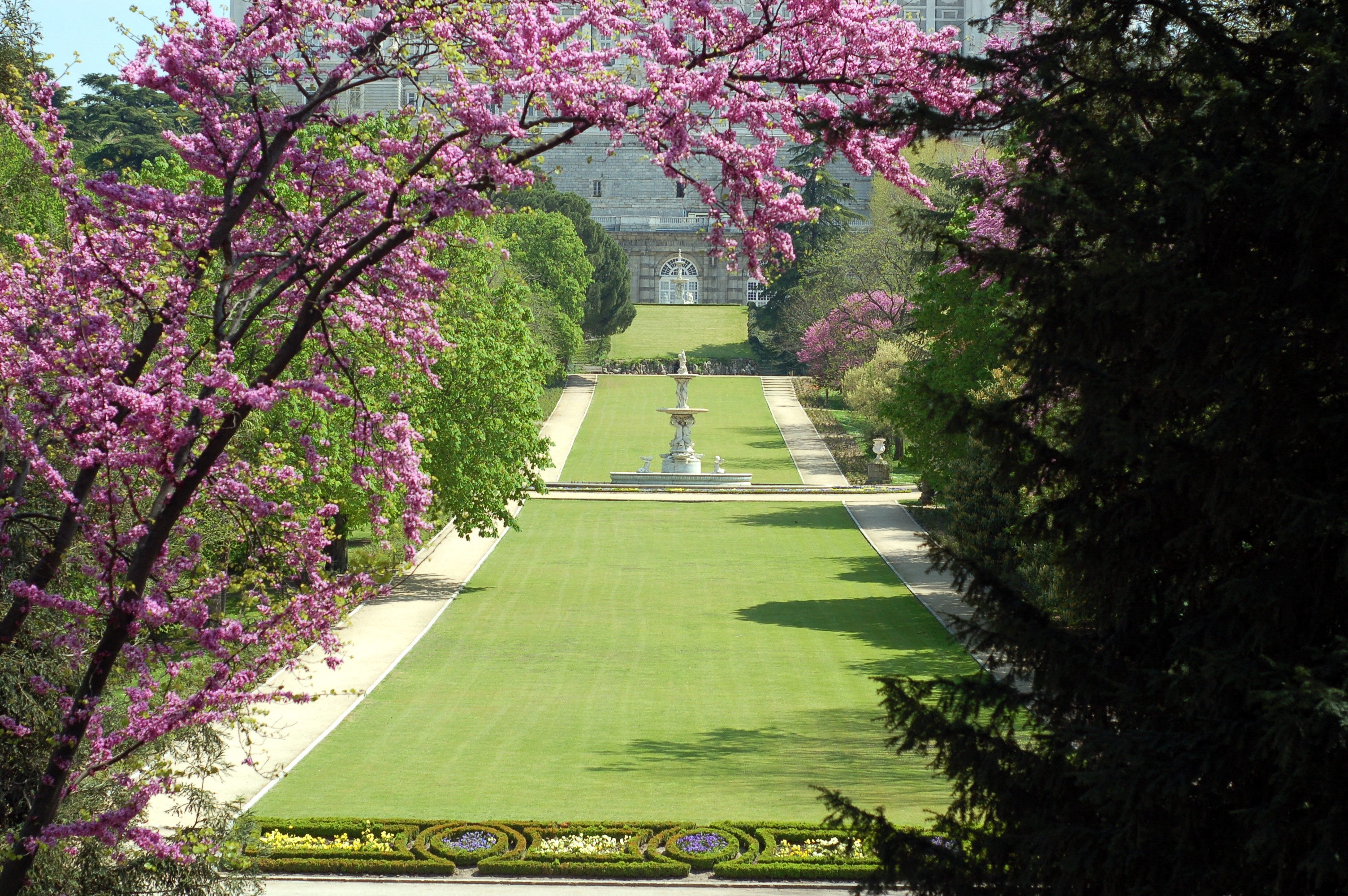
Aleje w ogrodach pałacowych

Campo del Moro – ogrody pałacowe, otaczające z trzech stron Pałac Królewski w Madrycie. Ogród Campo del Moro zajmuje powierzchnię 20 hektarów, posiada dwie zabytkowe fontanny, los Tritones (Trytonów) i las Conchas (Muszelek), które zostały zainstalowane za panowania Izabeli II. Ogród posiada także około 70 gatunków drzew z okazami których wiek przekracza 170 lat.

## Historia
Historia ogrodów Campo del Moro zaczyna się wówczas gdy Filip II zakupił te tereny i przyłączył je do Pałacu Królewskiego. Początkowo tereny te służyły do polowania na drobną zwierzynę, a dopiero za panowania Filipa III i Filipa IV zaczęto organizować w nich wszelkiego rodzaju przyjęcia. Aż do momentu, kiedy to pierwszy minister króla Filipa IV hrabia Olivares przeniósł wszelakie obchody do nowo wybudowanej posiadłości pałacu Buen Retiro i jego ogrodów, dziś parku Retiro.
Nazwa ogrodów Campo del Moro (pole Maurów) pochodzi od obozu jaki rozbili Maurowie na tych terenach w XII wieku podczas próby odbicia Madrytu z rąk chrześcijan.
Kiedy to po pożarze w 1734 roku spłonął Alkazar i na jego miejscu zbudowano nowy Pałac Królewski, ogrody Campo del Moro były wielokrotnie przebudowane przez: Jana Sachetti (1737 i 1738), Estebana Boutelou (1747), Ventura Rodrígueza (1757) i Francesco Sabatiniego (1767), który wprowadził model jaki jest w Wersalu we Francji. Następnie, za panowania Izabeli II, kolejne zmiany wprowadził architekt Pascual y Colomer (1844). Obecnie ogród ten jest o nieregularnych kształtach, z dużą ilością drzew liściastych i lekko romantycznym stylu angielskim.